# Zouk TV

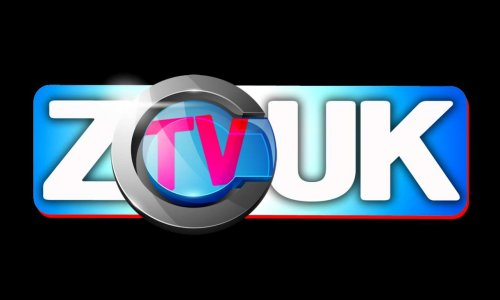
Logo de la chaîne

Zouk TV (parfois appelée Zouk Télévision) est une chaîne de télévision privée locale martiniquaise, créée en 2000. Elle est diffusée principalement sur le territoire de la Martinique mais aussi aux Antilles françaises et en Guyane, toute la Caraïbe ainsi que sur le continent européen.

## Historique

### Les débuts (2000-2010)
La chaîne voit le jour en juillet 2000 sous l'impulsion d'Emmanuel Granier, dirigeant de l'entreprise Zouk Multimédia, qui devient son propriétaire, mais est aussi présent sur la chaîne en tant qu'animateur sur la chaîne. Durant les 11 premières années de son existence, Zouk TV n'émet que sur le câble en Martinique. Le nom fait penser à une chaîne dédiée au zouk, genre musical typique des Antilles françaises, mais il s'agit en réalité d'une chaîne privée associative locale. Le slogan de la chaîne est : « Télé nou tout' » (ce qui signifie, en créole martiniquais : « La télé de nous tous »).

### Les hauts et les bas (décennie 2010)
En 2010, la chaîne étend son aire de diffusion en Guadeloupe, puis en France métropolitaine, mais également en Belgique et au Luxembourg, où la diaspora antillaise est présente. Deux ans plus tard, la chaîne commence à diffuser ses programmes sur la TNT locale en Martinique, puis le 24 avril 2013, Zouk TV arrive dans l'offre de l'opérateur Canal+ Caraïbes, elle est par ailleurs également disponible par le biais du satellite en Guyane et dans les autres pays des Caraïbes.
Mais le lancement de la chaîne locale privée sur la TNT puis sur le satellite se traduit par des revers pour cette dernière : de lourds investissements sont nécessaires, alors que la chaîne a toujours fonctionné sur ses propres fonds. Des collectivités locales annulent leurs contrats avec la chaîne en 2016, ce qui entraîne le licenciement de 9 salariés. Zouk TV se retrouve alors confrontée à d'importantes difficultés financières. En avril 2019, Emmanuel Granier, le dirigeant de la chaîne, décide ainsi de lancer une campagne de financement participatif sur la plate-forme Dalendo. Il le baptisé « Tous avec Zouk TV/Pa ladjé Zouk TV » (en créole martiniquais : « Ne laissons pas tomber Zouk TV »). La tentative de sauvetage reprend le modèle de celle entreprise par la chaîne privée régionale ATV un an auparavant, après sa mise en redressement judiciaire. L'association gérant le projet, La Bande à Mano, intervient dans cette campagne qui se donne pour objectif de collecter 250 000 euros en 24 jours, afin de régler les factures impayées, créer de nouveaux programmes destinés à la visibilité des petites et moyennes entreprises de Martinique ainsi qu'une nouvelle régie publicitaire. Granier déclare sur la plate-forme que « Zouk TV veut embaucher des salariés ». Peu après le lancement de cette campagne de financement participatif, une caravane fait le tour de l'île pour récolter les fonds nécessaires à la poursuite de l'activité de la chaîne.

### 2020-2021: Arrêt de diffusion sur la TNT locale et arrivée de Zitata TV
Malgré cette campagne de financement participatif, Emmanuel Granier, révèle en novembre 2019, que le Conseil supérieur de l'audiovisuel a pris la décision de ne pas renouveler l'autorisation d'émettre de la chaîne privée sur la TNT locale et rajoute que cette décision sera effective à compter du 31 mars 2020.
Le 30 novembre 2019, une marche aux flambeaux est organisée par le Collectif Mun dans les rues de Fort-de-France afin de soutenir la chaîne, menacée de disparition. Durant cette marche, plusieurs personnes ont manifestent leur opposition à la décision prise de supprimer la chaîne du paysage audiovisuel martiniquais. Une pétition est par ailleurs lancée par les salariés de Zouk TV lorsqu'il apprennent la nouvelle et récolte plus de 1 000 signatures.
Le 5 décembre 2019, le CSA décide finalement d'attribuer la fréquence de Zouk TV à une nouvelle chaîne privée, du nom de Zitata TV. L'échéance est cependant repoussée d'un an en raison de la crise sanitaire liée à la pandémie de Covid-19 et la chaîne de télévision privée martiniquaise arrête finalement sa diffusion le 31 mars 2021. Zouk TV n’est plus accessible gratuitement mais reste disponible en accès payant sur le satellite, le câble et l'IPTV ainsi que sur son site Internet.

## Organisation

### Siège social
Le siège social de Zouk TV est à l'origine situé à la même adresse que celui de son propriétaire, Zouk Multimédia, au 191, route des Religieuses, à Fort-de-France[réf. à confirmer]. Il est transféré[Quand ?] au 191, route des Religieuses, dans la même ville[réf. souhaitée].

### Diffusion
Durant ses premières années d'existence, Zouk TV est diffusée en Martinique uniquement sur le réseau câblé Martinique TV Câble (devenu Le Câble en 2004, puis Numericable Antilles en 2010 et SFR Caraïbe en 2016), puis à partir de 2010 sur Le Câble en Guadeloupe, ainsi que sur la Bbox de Bouygues Telecom, puis sur Numericable en France métropolitaine, mais aussi en Belgique et au Luxembourg. Lorsque la chaîne commence à diffuser ses programmes sur la TNT locale (le simplex) en 2012, les canaux qui lui sont attribués selon les zones couvertes par différents émetteurs en Martinique sont les suivants : 
- Canal 37 pour la zone de Fort-de-France - Morne-Bigot ;
- Canal 25 pour la zone de La Trinité - Morne-Pavillon ;
- Canal 43 pour la zone du Morne-Rouge - L'Aileron ;
- Canal 21 pour la zone de Le Marin - Morne-Gommier[7].

Zouk TV arrête sa diffusion gratuite sur la TNT le 31 mars 2021, mais reste diffusée chez les opérateurs payants (Canal+ Caraïbes, SFR Caraïbes, TV Caraïbes et Orange Caraïbes) et sur internet.